# Populus × canescens
Il pioppo grigio o pioppo canescente (Populus × canescens (Aiton) Sm., 1804) è un albero della famiglia Salicaceae; è un ibrido tra individui maschili di Populus tremula e femminili di Populus alba.

## Descrizione
Albero alto circa 20-30 metri con tronco eretto e "gnoccoso". Foglie semplici a forma di cuore, lunghe 6–8 cm con denti ottusi, pagina inferiore bianco-grigia lungo peduncolo.
Pianta dioica; le piante maschili portano infiorescenze (amenti) con una lunghezza di 5–10 cm, grigio-rosse, le piante femminili (estremamente rare) portano amenti che, durante la fioritura, si allungano.
Infruttescenza con capsule verdastre che mostrano un leggero tomento, che nel mese di giugno rilasciano semi spumosi.
Corteccia grigio scura, spessa con fasci di tessuti bianchi, solchi nella parte bassa e più liscia verso l'alto.
Vive circa 85-98 anni.

## Distribuzione e habitat
La specie ha un areale eurasiatico.
In Italia è presente in tutta la penisola fino a 1500 metri sui rilievi alpini.

## Usi
Come per le altre specie di Populus il legno trova un ottimo impiego nell'industria cartaria o per la fabbricazione di pallets ed imballaggi per spedizioni.